# Коробка Володимир Вікторович
Володи́мир Ві́кторович Коро́бка — полковник Збройних сил України, учасник російсько-української війни.
Станом на лютий 2019 року — начальник штабу 1-го механізованого батальйону, військова частина А-0501.
На початку червня 2024 р. обійняв посаду командира 92-ї окремої штурмової бригади імені кошового отамана Івана Сірка.

## Нагороди та вшанування
- Указом Президента України № 750/2019 від 14 жовтня 2019 року за «особисту мужність і самовідданість, виявлені під час бойових дій, зразкове виконання військового обов'язку» нагороджений орденом Богдана Хмельницького III ступеня[3].